# Siergiej Szepielew
Siergiej Michajłowicz Szepielew, ros. Сергей Михайлович Шепелев (ur. 13 października 1955 w Niżnym Tagile) – radziecki i rosyjski hokeista, reprezentant ZSRR, olimpijczyk, trener.

## Kariera zawodnicza
- Awtomobilist Swierdłowsk (1973-1974)
- SKA Swierdłowsk (1974-1976)
- Awtomobilist Swierdłowsk (1976-1979)
- Spartak Moskwa (1979-1988)

Wychowanek klubu Sputnik Niżny Tagił w rodzinnym mieście. Wieloletni zawodnik Spartaka Moskwa.
Uczestniczył w turniejach mistrzostw świata juniorów do lat 20 edycji 1975, mistrzostw świata edycji 1981, 1982, 1983, Canada Cup 1981, 1984 oraz zimowych igrzysk olimpijskich w 1984.

## Kariera trenerska
- Kusira (1988-1998)
- Spartak Moskwa (2000-2002), asystent trenera
- Spartak Moskwa (2002-2005), główny trener
- SKA Sankt Petersburg (2005-2007), asystent trenera
- Awtomobilist Jekaterynburg (2007-2008), główny trener
- Jugra Chanty-Mansyjsk (2008-2014), główny trener
- Admirał Władywostok (2014), główny trener
- Amur Chabarowsk (2015), główny trener
- Nieftiechimik Niżniekamsk (10.2017), asystent trenera

Po zakończeniu kariery został trenerem. W latach 1988-1998 pracował w Japonii w mieście Kusira (wraz z nim początkowo Wiktor Kuźkin)wy. Potem pracował w Spartaku, potem w innych klubach. Od 2008 do końca października 2013 był trenerem drużyny Jugra Chanty-Mansyjsk w KHL. W listopadzie 2014 ekipę Admirała Władywostok. Od końca maja do grudnia 2015 prowadził Amur Chabarowsk. W październiku 2016 wszedł do sztabu Nieftiechimika Niżniekamsk.

## Osiągnięcia
Zawodnicze reprezentacyjne
- Złoty medal mistrzostw świata: 1981, 1982, 1983
- Złoty medal Canada Cup: 1981
- Złoty medal igrzysk olimpijskich: 1984
- Brązowy medal Canada Cup: 1984

Zawodnicze klubowe
- Brązowy mistrzostw ZSRR: 1980, 1986 ze Spartakiem Moskwa
- Srebrny medal mistrzostw ZSRR: 1981, 1982, 1983, 1984 ze Spartakiem Moskwa
- Puchar Spenglera: 1980, 1981, 1985 ze Spartakiem Moskwa

Zawodnicze indywidualne
- Canada Cup 1981: skład gwiazd turnieju

Szkoleniowe klubowe
- Złoty medal wyższej ligi: 2001 ze Spartakiem Moskwa, 2009, 2010 z Jugrą Chanty-Mansyjsk

Wyróżnienia
- Zasłużony Mistrz Sportu ZSRR w hokeju na lodzie: 1981
- Rosyjska Galeria Hokejowej Sławy